# Dynastie des Banu Sumadih
 (août 2025).
1041–1091
La dynastie des Banu Sumadih (arabe : بنو صمادح) étaient une dynastie arabe du XIe siècle qui gouvernait la taïfa maure d'Almería (dans l'actuelle province d'Almería, en Espagne) en Al-Andalus. La famille a également produit plusieurs poètes renommés, dont Umm Al-Kiram (en).

## Dynastie
La famille des Banu Sumadih était une branche des Banu Tujib de la Marche Supérieure. Ancien chef militaire sous Almanzor, Muhammad ibn Ahmad ibn Sumadih gouvernait Huesca sous le règne de son cousin éloigné, Al-Mundhir I (en) (qui régna de 1018 à 1021) dans la taïfa de Saragosse. Cependant, il se brouilla avec son émir, et al-Mundir l'attaqua, le contraignant à l'exil dans la taïfa de Valence. Son fils Ma'n ibn Muhammad fut nommé gouverneur d'Almería par l'émir de Valence, 'Abd al-'Aziz ibn Amir, en 1038, mais en 1041, il éleva Almería au rang de taïfa indépendante. Sa dynastie régna pendant trois générations, jusqu'à ce que le dernier émir des Banu Sumadih fuie les Almoravides en 1091, trouvant finalement refuge auprès du roi hammadide Al-Mansur ibn Nasir, qui lui confia le commandement de Dellys en Algérie.

## Dirigeants
Les souverains de la dynastie des Banu Sumadih étaient :
- Ma'n ibn Muhammad ibn Sumadih (1041–1051), ancien gouverneur du Taifa de Valence
- Al-Mu'tasim ibn Sumadih (1051–1091), poète arabe reconnu. Il lui succède alors qu’il est encore mineur, sous la régence de son oncle Abu 'Utba.
- Mu'izz ud-Dawla ibn Sumadih (1091), s’enfuit vers la dynastie des Hammadides ; reçoit le commandement de Dellys en Afrique du Nord.